# Горчаков, Вячеслав Михайлович
Вячеслав Михайлович Горчаков (род. 1 февраля 1958 года) — советский игрок в хоккей с мячом.

## Карьера
Начал играть в хоккей с мячом в краснотурьинской ДЮСШ в 1973 году (первый тренер — Анатолий Иванович Алексеев). В краснотурьинском «Труде» выступал в 1974/75 (8 игр, 10 голов). Дебютировал 24 ноября 1974 года в игре с «Никельщиком» (Верхний Уфалей).
В чемпионатах страны среди команд высшей лиги выступал за алма-атинское «Динамо» (1975—1988, 312 игр, 100 мячей) и «Сибсельмаш» (1988—1990, 45 игр, 10 мячей).
Чемпион СССР (1977), серебряный (1976, 1978, 1979, 1981) и бронзовый призёр (1983) чемпионатов СССР. Входил в список 22 лучших игрока страны в 1984 году.
Игровую карьеру закончил в новосибирской «Комете» в 1991 году.
Обладатель (1978) Кубка Европейских Чемпионов.
За сборную СССР провел 12 матчей и забил 1 мяч. Победитель (1984) международного турнира на приз газеты «Советская Россия».

## Тренерская карьера
В 1992-98 и 2005-09 годах тренировал краснотурьинский «Маяк». На чемпионате мира 1997 года работал со сборной Казахстана. В 2001—2003 гг. работал с командой «СКА-Забайкалец» (Чита). В 2004 году возглавлял тренерский штаб новосибирского «Сибсельмаша». В 2005 году — старший тренер «Маяка-2».

## Образование
Окончил Казахский государственный институт физической культуры (Алма-Ата) по специальности «тренер-преподаватель».

## Семья
Сын Сергей — пятикратный призёр чемпионата мира в составе сборной Казахстана, тренер ульяновской «Волги».